# Формалізм (математика)
Формалізм — один з підходів до філософії математики, який намагається звести проблему основ математики до вивчення формальних систем. Поряд з логіцизмом і інтуїціонізмом вважався в XX столітті одним з напрямків фундаменталізму в філософії математики.